# Семенчук, Давид Лилианович
Дави́д Лилиа́нович Семенчу́к (род. 22 октября 2004, Москва) — российский футболист, защитник клуба «Ростов».

## Клубная карьера
Футболом занимался в ДЮСШ ЦСКА и ФШМ.
За команды «Ростова» играл в Юношеской (сезоны 2020/21 и 2021/22) и Молодёжной (2022/23) футбольных лигах.
В сезоне 2023/24 впервые сыграл за главную команду «Ростова»: сначала в двух матчах Кубка России, затем 12 августа дебютировал в Российской премьер-лиге, заменив в матче 4-го тура чемпионата «Ростов» — «Рубин» (3:0) на 89-й минуте Мохаммада Мохеби.
7 августа 2024 года перешёл в тульский «Арсенал». 11 августа 2024 года в матче Первой лиги против «Нефтехимика» (1:1) дебютировал за тульскую команду, выйдя на замену во втором тайме.

## Статистика
| Выступление      | Выступление      | Выступление      | Лига | Лига | Кубки | Кубки | Итого | Итого |
| Клуб             | Лига             | Сезон            | Игры | Голы | Игры  | Голы  | Игры  | Голы  |
| ---------------- | ---------------- | ---------------- | ---- | ---- | ----- | ----- | ----- | ----- |
| Ростов           | Премьер-лига     | 2023/24          | 3    | 0    | 6     | 0     | 9     | 0     |
| Ростов           | Премьер-лига     | 2024/25          | 0    | 0    | 1     | 0     | 1     | 0     |
| Ростов           | Итого            | Итого            | 3    | 0    | 7     | 0     | 10    | 0     |
| → Ростов-2       | Вторая лига      | 2024             | 10   | 1    | —     | —     | 10    | 1     |
| → Ростов-2       | Итого            | Итого            | 10   | 1    | —     | —     | 10    | 1     |
| Арсенал (Тула)   | Первая лига      | 2024/25          | 18   | 0    | 0     | 0     | 18    | 0     |
| Арсенал (Тула)   | Итого            | Итого            | 18   | 0    | 0     | 0     | 18    | 0     |
| Всего за карьеру | Всего за карьеру | Всего за карьеру | 31   | 1    | 7     | 0     | 38    | 1     |